# 18 июля
18 июля — 199-й день года (200-й в високосные годы) по григорианскому календарю.
До конца года остаётся 166 дней.
До 15 октября 1582 года — 18 июля по юлианскому календарю, с 15 октября 1582 года — 18 июля по григорианскому календарю.
В XX и XXI веках соответствует 5 июля по юлианскому календарю.

## Праздники и памятные дни
См. также: Категория:Праздники 18 июля

### Общественные
- ООН — Международный день Нельсона Манделы

### Национальные
- Уругвай — День Конституции
- Франция — День Святого Арнульфа (католич.)

### Религиозные
Православие
- память преподобного Афанасия, игумена Афонского (1000)
- Память свщмч. Стефана, епископа Регийского[4]
- обре́тение честных мощей преподобного Сергия, игумена Радонежского, всея России чудотворца (1422)[5][6]
- память мучениц Агнии (Анны) девы и Кириллы (Киприллы) Киринейской (304)
- память преподобного Лампада Иринопольского (X)
- священномученика Геннадия Здоровцева, пресвитера; преподобномучениц великой княгини Елисаветы и инокини Варвары (Яковлевой) (1918)
- память преподобноисповедника Агапита (Таубе), монаха (1936)
- празднование в честь иконы Божией Матери «Экономисса» («Домостроительница»).

### Именины
- Католические: Камилл, Симон.
- Православные: Анна, Арсений, Афанасий, Варвара, Василий, Елизавета, Кирилл, Сергей, Степан, Тихон.

## События
См. также: Категория:События 18 июля

### До XIX века
- 390 год до н. э. — Разгром римлян на реке Алии войсками кельтского вождя Бренна.
- 64 — В Риме вспыхнул пожар, уничтоживший практически весь город.
- 1323 — папа Иоанн XXII объявил Фому Аквинского святым[7].
- 1325 — Основана посреди озера Тескоко столица ацтекской империи Теночтитлан.
- 1708 — погиб Кондратий Булавин, предводитель казачьего восстания, по официальной версии — застрелился сам, не желая сдаваться, в действительности был убит в Черкасске старшинами.
- 1768 — Бостонская газета опубликовала «Песню свободы» («Liberty Song»), первую американскую патриотическую песню.
- 1770 — Победа русской армии под руководством Румянцева над турками в битве на реке Ларге.
- 1790 — Екатерина II назвала А. Радищева, автора «Путешествия из Петербурга в Москву», более опасным, чем Пугачёв.
- 1792 — Победа русской армии (Каховский) над польско-литовской армией (Костюшко) под Дубенкой.

### XIX век
- 1830 — в Уругвае собравшийся в Монтевидео Национальный конгресс выработал конституцию, которая положила начало новой республике.
- 1849 — приказ Николая I о наложении секвестра на имения Александра Герцена и об обязательном возвращении его самого в Россию.
- 1870
  - В России издан циркуляр о мерах предупреждения забастовок; губернаторы получили разрешение высылать зачинщиков в отдалённые губернии.
  - Первый Ватиканский собор почти единогласно принял Первую догматическую конституцию «О церкви Христовой».
- 1872 — в Великобритании впервые проведена процедура тайного голосования.
- 1885 — русский изобретатель Николай Бенардос подал заявку на привилегию на изобретённый им способ электрической дуговой сварки — способ «электрогефест».
- 1897 — продолжительность рабочего дня на российских предприятиях сокращена до 11,5 часов, воскресенье объявлено выходным днём.
- 1898
  - Основан испанский футбольный клуб «Атлетик Бильбао».
  - Пьер и Мария Кюри представили в Парижской Академии доклад об открытии нового химического элемента — полония — второго после урана, обладающего радиоактивностью.

### XX век
- 1915 — В Адриатическом море австрийской подлодкой потоплен итальянский крейсер «Джузеппе Гарибальди».
- 1916 — Английские профсоюзы согласились на отмену праздников на период войны.
- 1918
  - Вышел в свет первый номер газеты «Московская правда».
  - Алапаевская казнь.
- 1919 — конец польско-украинской войны.
- 1921
  - Во Франции врачи Альбер Кальмет (Léon Charles Albert Calmette) и Камиль Герен (Jean-Marie Camille Guérin) сделали ребёнку первую противотуберкулёзную прививку BCG (БЦЖ).
  - Советское правительство призвало помочь голодающим Поволжья.
- 1925
  - Первая публикация «Mein Kampf» Адольфа Гитлера.
  - В США официально объявлено, что женщины могут быть водителями автомобилей не хуже мужчин.
  - В СССР произведён первый полёт на сферическом аэростате с научными целями.
- 1929
  - Исполком Коминтерна обратился к трудящимся всего мира с призывом дать отпор поджигателям войны и организаторам контрреволюционного похода против СССР.
  - СНК СССР принял постановление «О мероприятиях к усилению работы производственных совещаний и использованию инициативы рабочих и служащих в деле улучшения производства».
- 1932 — Турция стала 56-м членом Лиги Наций.
- 1936 — Стартовал розыгрыш первого Кубка СССР по футболу.
- 1941 — на железнодорожной станции Лычково в Новгородской области налётом фашистской авиации уничтожен железнодорожный состав, эвакуировавший из блокадного Ленинграда около 2000 детей.
- 1942
  - Фриц Вендель поднял в воздух прототип первого серийного реактивного истребителя «Мессершмитт Me.262».
  - По дну Ладожского озера проложен трубопровод для подачи топлива в осаждённый Ленинград.
  - Уничтожение нацистами гетто в Молчади
- 1943 — Единственный за Вторую мировую войну бой дирижабля с подводной лодкой. У берегов Флориды американский дирижабль K-74 атаковал немецкую подводную лодку U-134. Результат боя: дирижабль был сбит и упал в море (затонул через несколько часов), 1 член экипажа (из 10) утонул.
- 1944 — Государственный комитет обороны СССР принял постановление о восстановлении шахт Донбасса.
- 1945 — Организован Дарвинский государственный природный биосферный заповедник.
- 1947
  - Во Францию вернулось судно «Исход» с 4530 еврейскими беженцами, которых английские власти не допустили в Израиль.
  - Король Великобритании Георг VI подписал закон о независимости Британской Индии.
- 1948 — В Коста-Рике запрещена коммунистическая партия.
- 1954
  - Первый фестиваль джазовой музыки в Ньюпорте (штат Род-Айленд, США).
  - Введено совместное обучение в школах СССР.
- 1955
  - В Париже началась первая Конференция парламентариев стран — членов НАТО (с ноября 1966 года — Североатлантическая ассамблея).
  - Начало работы Женевского совещания глав правительств СССР, США, Британии и Франции по вопросам ослабления международной напряжённости и создания системы коллективной безопасности (до 23 июля). Встреча была закончена безрезультатно, но важен был сам её факт — это было первое совещание в таком формате после окончания Второй мировой войны.
  - ЦК КПСС и Совет Министров СССР приняли решение о предоставлении Северному Вьетнаму безвозмездной помощи в 400 млн рублей.
- 1957 — Торговая палата США установила национальный праздник: День Хот-дога.
- 1958 — Подписан к печати сборник стихотворений Анны Ахматовой после долгих лет запрета на её творчество. В книжке всего 127 страниц, четверть из них — переводы.
- 1959 — В Ереване Климент Ворошилов вручил Армянской ССР орден Ленина.
- 1962 — В Перу произошёл военный переворот.
- 1968
  - Образована компания «Intel». Её основали Роберт Нойс и Гордон Мур.
  - Лидер чешских коммунистов Александр Дубчек выдвинул лозунг «Социализм с человеческим лицом».
- 1970 — катастрофа Ан-22 в Атлантике. Погибли 22 человека.
- 1972 — Президент Египта Анвар Садат потребовал от Советского Союза убрать из страны 20 000 военных советников, обвинив СССР в срыве поставок обещанного оружия.
- 1974 — В польском селе Константинов сооружено самое высокое в мире сооружение — мачта Варшавского радио высотой 646,38 м (рухнуло 8 августа 1991 года).
- 1978 — в Багио начался матч за звание чемпиона мира по шахматам между Анатолием Карповым и Виктором Корчным
- 1980 — Запуск первого индийского спутника (космодром Шрихарикота).
- 1986 — На экраны США вышел фильм «Чужие» с Сигурни Уивер в главной роли.
- 1988 — Команда КВН Новосибирского университета по телевидению запустила лозунг «Партия, дай порулить!».
- 1990 — тело Георгия Димитрова вынесли из мавзолея и позже перезахоронили на центральном кладбище Софии.
- 1991 — Вышел первый номер компьютерного еженедельника «ComputerWorld — USSR», который известен под названием «Computer Weekly».
- 1994
  - Родила 63-летняя женщина — возрастной рекорд роженицы, продержавшийся до января 2005 года.
  - «Хезболла» взорвала Еврейский центр в Буэнос-Айресе. Жертвами теракта стали 86 человек.
  - Окончательная капитуляция всех районов Руанды перед РПФ, прекращение геноцида.
- 1995 — в Киеве прошли похороны «патриарха Киевского» Владимира (Романюка), получившие название Второго Софийского побоища.
- 2000 — в Лондоне открыт памятник Джону Леннону.

### XXI век
- 2011 — запуск космической обсерватории «Радиоастрон».
- 2013 — власти американского Детройта подали заявление о признании города банкротом.
- 2019 — поджог студии Kyoto Animation (Япония), 36 погибших.

## Родились
См. также: Категория:Родившиеся 18 июля

### До XIX века
- 1501 — Изабелла Габсбургская (ум. 1526), королева Дании, Норвегии и Швеции.
- 1534 — Захария Урсин (ум. 1583), немецкий теолог, реформатор.
- 1552 — Рудольф II (ум. 1612), король Венгрии (1572—1608), король Чехии (1575—1611), немецкий король (1575—1612), император Священной Римской империи (1576—1612).
- 1659 — Гиацинт Риго (ум. 1743), французский живописец-портретист, ректор Королевской академии живописи и скульптуры.

### XIX век
- 1811 — Уильям Теккерей (ум. 1863), английский писатель («Ярмарка тщеславия», «Ньюкомы», «Книга снобов» и др.).
- 1813 — Эмиль Эггер (ум. 1885), французский филолог и историк, эллинист.
- 1818 — барон Луис Герхард де Гер (ум. 1896), первый премьер-министр Швеции (1876—1880).
- 1820 — Гевонд Алишан (ум. 1901), армянский поэт, филолог и историк, член католической конгрегации мхитаристов.
- 1821 — Полина Виардо (ум. 1910), французская певица, автор романсов, комических опер, любовь И. С. Тургенева.
- 1831 — Иоганн Мартин Шлейер (ум. 1912), немецкий католический священник, создатель языка волапюк.
- 1833 — Александр Пушкин (ум. 1914), русский генерал, сын поэта А. С. Пушкина.
- 1839 — Иван Куратов (ум. 1875), коми поэт, лингвист, переводчик, основоположник коми литературы.
- 1853 — Хендрик Лоренц (ум. 1928), голландский физик, лауреат Нобелевской премии (1902).
- 1856 — Николай Садовский (ум. 1933), украинский театральный актёр и режиссёр
- 1864 — Рикарда Хух (ум. 1947), немецкая поэтесса, лидер неоромантической школы в немецкой литературе.
- 1871 — Джакомо Балла (ум. 1958), итальянский художник, один из основоположников итальянского футуризма.
- 1872 — Юрий Веселовский (ум. 1919), русский поэт, переводчик, критик, литературовед.
- 1875 — Рихард Хёнигсвальд (ум. 1947), немецко-американский философ, автор работ по психологии мышления.
- 1876 — Вильям Вайн Приор (ум. 1946), военный деятель Дании, верховный главнокомандующий в 1939—1941 гг.
- 1881 — Анри Пьерон (ум. 1964), французский психолог.
- 1883 — Лев Каменев (наст. фамилия Розенфельд; расстрелян в 1936), советский партийный и государственный деятель, один из старейших соратников В. И. Ленина.
- 1887 — Видкун Квислинг (ум. 1945), премьер-министр Норвегии (1942—1945), лидер норвежских фашистов.
- 1891 — Джин Локхарт (ум. 1957), американский актёр, певец и драматург.
- 1893 — Анна Тимирёва (ум. 1975), русская советская художница и поэтесса.
- 1895 — Ольга Спесивцева (ум. 1991), русская прима-балерина.
- 1898 — Василий Казаков (ум. 1968), советский военачальник, Герой Советского Союза, маршал артиллерии.
- 1900 — Натали Саррот (наст. имя Наталия Ивановна Черняк; ум. 1999), французская писательница русского происхождения, родоначальница антиромана.

### XX век
- 1906
  - Сергей Бекасов (ум. 1970), советский актёр театра, оперный певец (тенор).
  - Клиффорд Одетс (ум. 1963), американский драматург, сценарист и режиссёр.
- 1909 — Андрей Громыко (ум. 1989), советский политический и государственный деятель, министр иностранных дел СССР (1957—1985)
- 1911
  - Джон Болл (ум. 1988), американский писатель, автор детективов («Душной ночью в Каролине» и др.).
  - Хьюм Кронин (ум. 2003), канадский актёр и сценарист.
- 1916 — Кеннет Армитидж (ум. 2002), английский скульптор, мастер бронзового литья.
- 1918 — Нельсон Мандела (ум. 2013), борец против апартеида, президент ЮАР (1994—1999).
- 1919 — Алексей Высоцкий (ум. 1977), советский писатель-фронтовик, журналист, кинорежиссёр-документалист.
- 1921
  - Джон Гленн (ум. 2016), американский астронавт, участник 1-го в США орбитального космического полёта на «Меркурии».
  - Ричард Ликок (ум. 2011), английский кинооператор и режиссёр-документалист.
- 1922 — Томас Сэмюэл Кун (ум. 1996), американский историк и философ науки.
- 1925 
  - Анатолий Ананьев (ум. 2001), русский советский писатель, главный редактор журнала «Октябрь».
  - Шерли Стрикленд (ум. 2004), австралийская легкоатлетка, трёхкратная олимпийская чемпионка
- 1926 — Маргарет Лоренс (ум. 1987), канадская писательница.
- 1927
  - Тадеуш Ломницкий (ум. 1992), польский актёр  театра и кино («Пан Володыевский» и др.).
  - Курт Мазур (ум. 2015), немецкий дирижёр.
- 1929
  - Дик Баттон (ум. 2025), американский фигурист, одиночник. Двукратный олимпийский чемпион (1948, 1952), пятикратный чемпион мира (1948—1952), чемпион Европы (1948). Впоследствии — журналист, телевизионный комментатор.
  -  Данута Столярская (ум. 2011), заслуженная артистка РСФСР, сыгравшая в кино более 60 ролей.
- 1931
  - Наум Ардашников (ум. 2012), кинооператор, режиссёр, заслуженный деятель искусств РСФСР.
  - Юрий Мазурок (ум. 2006), оперный певец (баритон), народный артист СССР.
- 1932 — Евгений Евтушенко (ум. 2017), русский советский поэт, прозаик, публицист, режиссёр, сценарист.
- 1933 — Жан Янн (наст. фамилия Гуйе; ум. 2003), французский актёр и кинорежиссёр.
- 1937
  - Хантер Стоктон Томпсон (ум. 2005), американский писатель и журналист, родоначальник «гонзо-журналистики».
  - Роалд Хоффман, американский химик, лауреат Нобелевской премии (1981).
  - Эмиль Моренков (ум. 2019), российский нейрофизиолог.
- 1938 — Пол Верховен, американский кинорежиссёр голландского происхождения.
- 1941 — Фрэнк Фариан, немецкий певец, композитор и продюсер, создатель группы «Boney M.».
- 1942 — Джачинто Факкетти (ум. 2006), итальянский футболист, чемпион Европы (1968).
- 1947 — Стив Форбс, американский издатель, бизнесмен и политик, главный редактор делового еженедельника «Forbes».
- 1948 — Хартмут Михель, немецкий биохимик, лауреат Нобелевской премии по химии (1988).
- 1950 — Ричард Брэнсон, британский миллиардер, владелец Virgin Group.
- 1953 — Григорий Гладков, советский и российский композитор, бард, заслуженный деятель искусств России.
- 1956 — Любовь Казарновская, советская и российская оперная певица (сопрано), педагог, профессор.
- 1957 
  - Александр Титов, российский музыкант, бас-гитарист групп «Аквариум» и «Кино».
  - сэр Ник Фалдо[англ.], английский гольфист, 6-кратный победитель «мейджоров», член Зала славы гольфа.
- 1960
  - Андрей Ильин, советский и российский актёр театра и кино, заслуженный артист России.
  - Энн-Мари Джонсон, американская актриса, вице-президент Гильдии актёров США.
- 1961 
  - Элизабет Макговерн, американская киноактриса («Однажды в Америке» и др.), певица.
  - Алан Пардью, английский футболист и тренер.
- 1962 — Дженсен Бьюкенен, американская актриса.
- 1963 — Марк Жирарделли, люксембургский горнолыжник, 4-кратный чемпион мира, 5-кратный обладатель Кубка мира.
- 1966
  - Дэн О’Брайен, американский легкоатлет-многоборец, олимпийский чемпион (1996), многократный чемпион мира.
  - Шолбан Кара-Оол, российский государственный и политический деятель, глава Республики Тыва (2007—2021), заместитель председателя Государственной думы Федерального собрания Российской Федерации VIII созыва (с 2021).
- 1967 — Вин Дизель, американский актёр, сценарист, кинорежиссёр и продюсер.
- 1971
  - Леонид Барац, российский актёр, режиссёр, сценарист, один из основателей комического театра «Квартет И».
  - Анна Яновская, российская киноактриса.
- 1973 — Аврора (наст. имя Ирина Юдина), российская телеведущая, актриса и фотомодель.
- 1975 — Дарон Малакян, гитарист американской рок-группы «System of a Down».
- 1976
  - Валери Крус, американская телевизионная актриса.
  - Эльса Патаки, испанская актриса, продюсер и модель.
- 1977
  - Александр Морозевич, российский шахматист.
  - Екатерина Никитина, российская актриса театра и кино.
- 1978 — Вирджиния Раджи, итальянский политик, мэр Рима (с 2016).
- 1980 — Кристен Белл, американская актриса.
- 1982 — Приянка Чопра, индийская актриса и модель, победительница конкурса Мисс мира 2000.
- 1985 — Джеймс Нортон, английский актёр.
- 1988 — Эмбир Чайлдерс, американская актриса.
- 1989
  - Джейми Бенн, канадский хоккеист, олимпийский чемпион (2014).
  - Дмитрий Соловьёв, российский фигурист, олимпийский чемпион в команде (2014).
- 1995
  - Изабель Вайдеман, канадская конькобежка, олимпийская чемпионка (2022).
  - Суй Вэньцзин, китайская фигуристка (спортивные пары), олимпийская чемпионка (2022), многократная чемпионка мира.
- 1997
  - Бэм Адебайо, американский баскетболист, олимпийский чемпион (2020).
  - Ноа Лайлс, американский спринтер, трёхкратный чемпион мира.

## Скончались
См. также: Категория:Умершие 18 июля

### До XIX века
- 1610 — Микеланджело Караваджо (р. 1571), итальянский живописец, основоположник европейской реалистической живописи.
- 1650 — Кристоф Шейнер (р. 1575), немецкий астроном, физик, механик и математик, ректор иезуитского коллегиума.
- 1708 — погиб Кондратий Булавин (р. 1660), войсковой атаман донских казаков, предводитель крестьянского бунта.
- 1721 — Жан Антуан Ватто (р. 1684), французский художник («Капризница», «Паломничество на остров Киферу»).
- 1792 — Джон Пол Джонс (р. 1747), легендарный шотландский моряк, капер времён Войны за независимость США, контр-адмирал российского флота.

### XIX век
- 1817 — Джейн Остин (р. 1775), английская писательница, классик западной литературы.
- 1863 — Уильям Дурси Пендер (р. 1834), американский генерал, участник Гражданской войны на стороне Юга.
- 1868 — Эмануэль Лойце (р. 1816), немецкий и американский художник.
- 1872 — Бенито Пабло Хуарес Гарсия (р. 1806), мексиканский политический деятель, национальный герой Мексики.
- 1876 — Карл Зимрок (р. 1802), немецкий поэт-романтик, историк литературы.

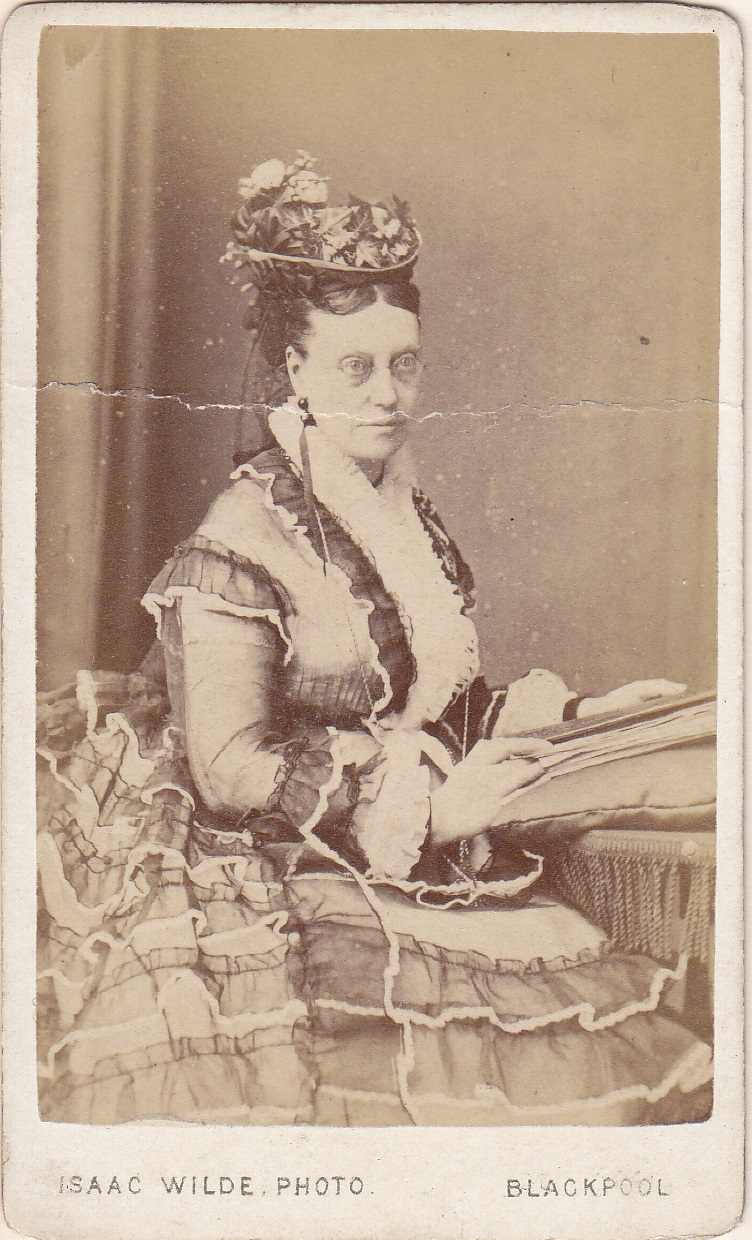
Лидия Беккер

- 1890 — Лидия Беккер (р. 1827), лидер движения за избирательные права женщин в Великобритании.
- 1892 — Томас Кук (р. 1808), английский предприниматель, основатель первого в мире туристического агентства.
- 1898 — Виктор Абаза (р. 1831), российский историк, военный педагог.

### XX век
- 1918 — близ Алапаевска большевиками казнены (сброшены в шахту): 
  - великая княгиня Елизавета Фёдоровна (р. 1864);
  - великий князь Сергей Михайлович (р. 1869) (предварительно застрелен);
  - князь Иоанн Константинович (р. 1886);
  - князь Константин Константинович (р. 1890);
  - князь Игорь Константинович (р. 1894);
  - князь Владимир Палей (р. 1897), внук Александра II;
  - Фёдор Ремез (р. 1878), управляющий делами великого князя Сергея Михайловича;
  - сестра Варвара (р. ок. 1850), келейница Марфо-Мариинской обители.
- 1919 — погибла Раймонда де Ларош (р. 1886), французская актриса, первая в мире женщина-пилот.
- 1927 — Василий Поленов (р. 1844), русский художник-передвижник, народный художник РСФСР.
- 1932 — Жан Жюль Жюссеран (р. 1855), французский дипломат и писатель.
- 1939 — Витольд Малишевский (р. 1873), польский музыкальный деятель, композитор, педагог.
- 1952 — Захар Дорофеев (р. 1890), поэт, переводчик, фольклорист, один из основоположников мокшанской литературы.
- 1955 — Уэлдон Кис (1914-1955) — американский поэт, художник, литературный критик, писатель, драматург, джазовый пианист, автор рассказов и кинорежиссёр.
- 1958 — Анри Фарман (р. 1874), французский лётчик и авиаконструктор.
- 1965 — Шалва Тактакишвили (р. 1900), композитор.
- 1966 — Герман Галынин (р. 1922), композитор.
- 1967 — Василий Струминский (р. 1880), советский историк и теоретик педагогики, историк Русской церкви.
- 1968 — Корней Хейманс (р. 1892), бельгийский физиолог, лауреат Нобелевской премии.
- 1970 — Елена Булгакова (р. 1893), третья жена писателя М. А. Булгакова, хранительница его литературного наследия.
- 1978 — Евгений Кибрик (р. 1906), народный художник СССР, мастер книжной иллюстрации.
- 1982 — Роман Якобсон (р. 1896), языковед, литературовед.
- 1984 — Эдуард Бредун (р. 1934), советский киноактёр.
- 1985 — Инна Кондратьева (р. 1924), актриса театра и кино, заслуженная артистка РСФСР.
- 1986 — Стенли Роуз (р. 1895), английский футболист, президент ФИФА (1961—1974).
- 1987 — Евгений Лавренко (р. 1900), советский геоботаник и ботаникогеограф, академик АН СССР.
- 1988 — Нико (р. 1938), немецкая певица, модель, актриса.
- 2000 — Хосе Анхель Валенте (р. 1929), испанский поэт, литературный критик, переводчик.

### XXI век
- 2002 — Даниил Сагал (р. 1909), актёр театра и кино, народный артист РСФСР.
- 2005 — Уильям Уэстморленд (р. 1914), американский генерал, в 1964—1968 главнокомандующий войсками США во Вьетнаме.
- 2025
  - Роджер Норрингтон (р. 1934), британский дирижёр, видный представитель аутентичного исполнительства.
  - Хитоми Обара (р. 1981), японская спортсменка, олимпийская чемпионка (2012) по вольной борьбе, многократная чемпионка мира Азии.
  - Эдвин Фелнер (р. 1941), американский учёный, основатель стратегического исследовательского института The Heritage Foundation.

## Приметы
Афанасьев День. Месяцев праздник.
- Месяцев праздник, месяц на всходе играет — к урожаю хлеба.
- Как медь желты облака — к дождю.
- «С гнилого кута (юго-запада) наволокло тучи — будет дождь»[8].